# André Hubert Dumont
André Hubert Dumont (Liège, Valônia, 15 de fevereiro de 1809 — Liége, 28 de fevereiro de 1857) foi um geólogo e mineralogista belga.
Foi laureado com a medalha Wollaston, concedida pela Sociedade Geológica de Londres, em 1840.

## Carreira
Sua Mémoire sur les terrenos ardennais et rhénan de l'Ardenne, du Brabant et du Condroz (1847-1848) é notável pelo cuidado com que a mineralogia dos estratos foi descrita, mas a caracterização paleontológica foi insuficiente, e ele também não adotou os termos Siluriano ou Devoniano.

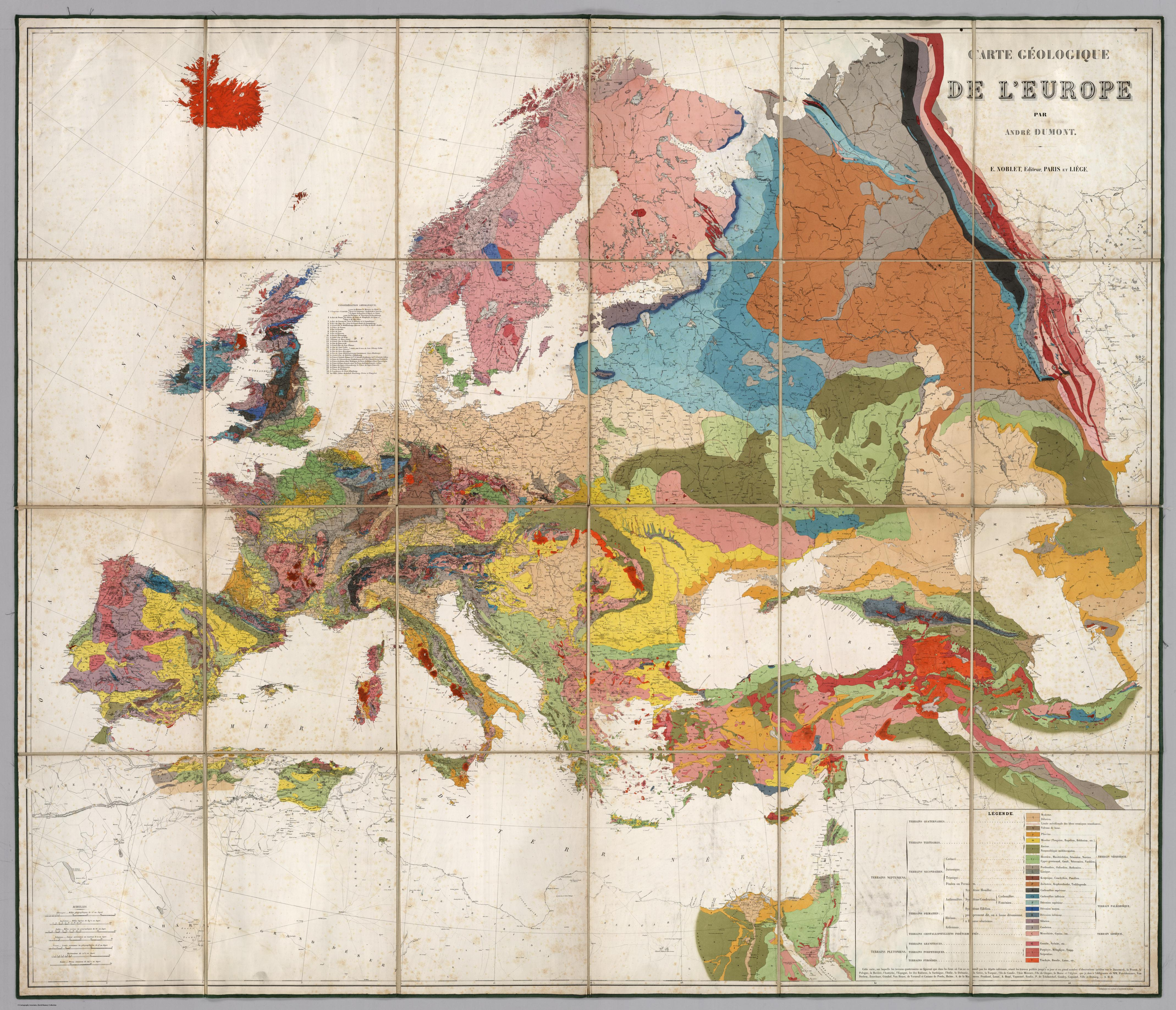
1875 mapa geológico de Dumont da Europa

Durante vinte anos ele trabalhou em um mapa geológico da Bélgica (1849). Ele não poupou esforços para tornar seu trabalho o mais completo possível, examinando – a pé – quase todas as áreas importantes do país. Viajando para as partes mais ao sul da Europa, ele investigou as margens do Bósforo, as montanhas da Espanha e outras regiões, coletando material para seu mapa geológico da Europa. Este último trabalho de excelente erudição foi uma das primeiras tentativas sérias de estabelecer a correlação geológica em escala regional entre os vários países da Europa.

## Obras
- "Description géologique de la province de Liège" (1829)
- "Tableaux Analytiques des Minéraux" (1839)
- "Mémoire sur les terrains ardennais et rhénan de l'Ardenne, du Brabant et du Condroz" (1847-1848)
- "La carte géologique de la Belgique et des contrées voisines représentant les terrains qui se trouvent en dessous du limon hesbayen et du sable campinien au 800.000e" (1849)